# Othello (film, 1922)
Othello är en film från 1922 i regi av Dimitri Buchowetzki. Filmen är skriven av Dimitri Buchowetzki och Carl Hagen, baserat på pjäsen Othello av William Shakespeare. 

## Rollista
- Emil Jannings - Othello
- Werner Krauss - Iago
- Ica von Lenkeffy - Desdemona
- Theodor Loos  - Cassio
- Ferdinand von Alten - Rodrigo
- Friedrich Kühne - Brabantio
- Magnus Stifter - Montano
- Lya De Putti - Emilia
- Ludwig Rex